# Cladodromia flavipes
Cladodromia flavipes är en tvåvingeart som beskrevs av Philippi 1865. Cladodromia flavipes ingår i släktet Cladodromia och familjen dansflugor. Inga underarter finns listade i Catalogue of Life.